# Casco Viejo, Panamá
Casco Viejo (trong tiếng Tây Ban Nha có nghĩa là Khu phố cổ) còn được biết đến với tên gọi là Casco Antiguo hoặc San Felipe là một khu vực lịch sử của thành phố Panama. Nó được hoàn thành và trở thành khu định cư vào năm 1673, sau một cuộc tàn phá gần như là toàn bộ thành phố cổ Panama vào năm 1671 khi nó bị tấn công bởi những tên cướp biển. Casco Viejo giờ trở thành một khu vực lịch sử của thành phố Panama, cùng với Panamá Viejo là Di sản thế giới của UNESCO vào năm 1997.

## Lịch sử
Thành phố Panama được thành lập ngày 15 tháng 8 của năm 1519 và đã tồn tại 152 năm. Trong tháng 1 năm 1671, Thống đốc của thành phố là Juan Perez de Guzman trong cuộc chống trả trước cuộc tấn công và cướp bóc bởi cướp biển Henry Morgan đã khiến thành phố chìm trong biển lửa. Năm 1672, Antonio Fernández de Córdoba khởi xướng việc xây dựng một thành phố mới, mà sau đó được thành lập vào ngày 21 tháng 1 nằm 1673. Thành phố này được xây dựng trên một bán đảo hoàn toàn bị cô lập bởi biển cùng một hệ thống tường phòng thủ vững chắc. Ngày nay, đây là nơi bảo tồn các tòa nhà hiện đại đầu tiên còn lại của thành phố Panama. Nó được biết gọi với tên là Casco Viejo (tiếng Tây Ban Nha có nghĩa là Khu phố cổ).

## Các công trình tiêu biểu
- Nhà thờ lớn thành phố, là nhà thờ Công giáo chính ở thành phố Panama.
- Palacio de las Garzas, văn phòng chính phủ và nơi ở của tổng thống Panama.
- Nhà thờ Giáo hội và Tu viện Phanxicô thành Assisi
- Nhà thờ San José
- Nhà thờ La Merced
- Nhà thờ Giáo hội và Tu viện Santo Domingo (ngày nay chỉ còn là tầng vòm)
- Nhà thờ Giáo hội và Tu viện Dòng Tên
- Palacio Municipal
- Palacio Nacional
- Nhà hát Quốc gia Panama
- Bảo tàng Kênh đào Panama
- Palacio Bolívar
- Nhà Gongora
- Quảng trường Bolivar
- Quảng trường Herrera
- Quảng trường Francia
- Quảng trường Độc Lập

## Hình ảnh

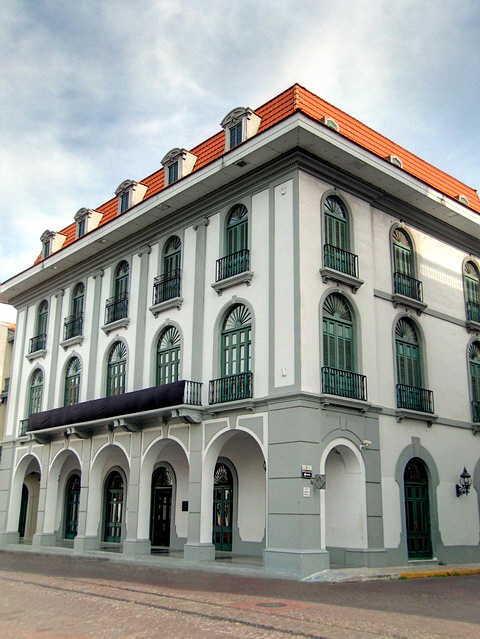
Bảo tàng Kênh đào Panama.
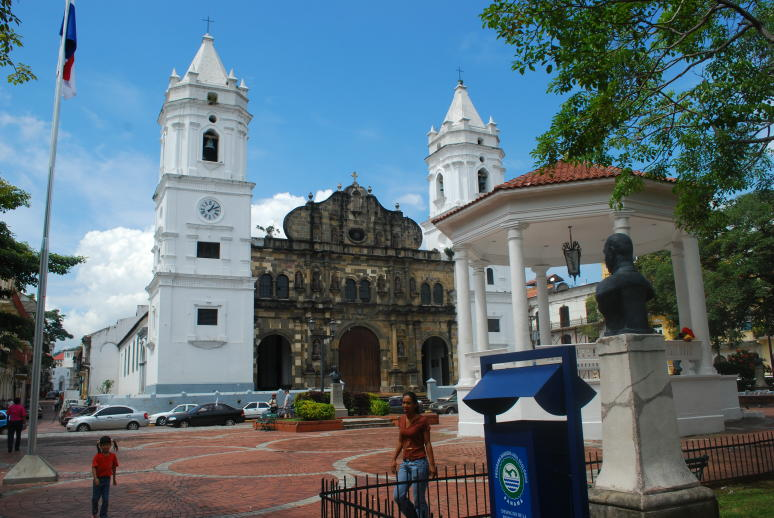
Quảng trường Độc Lập.
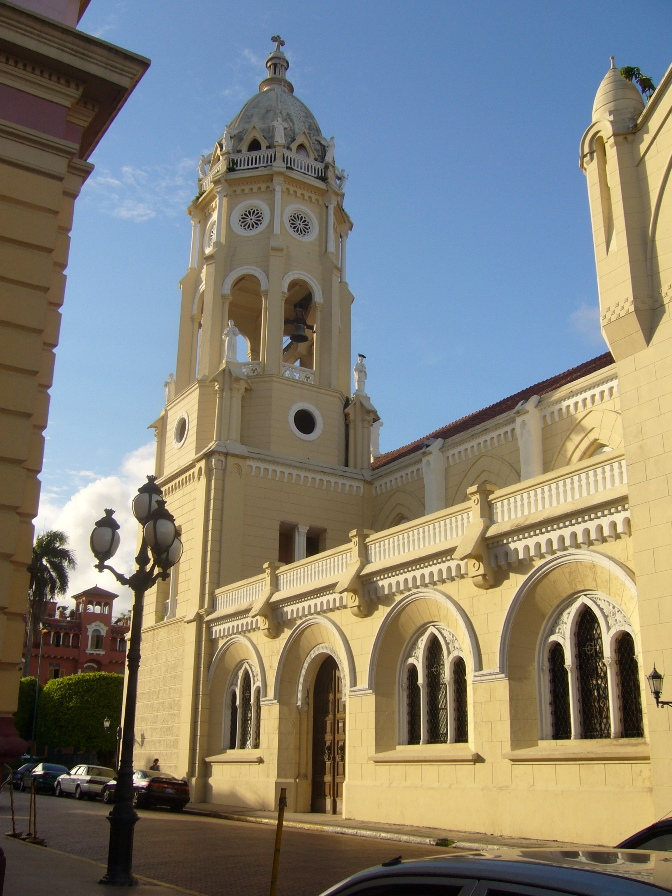
Nhà thờ San Francisco
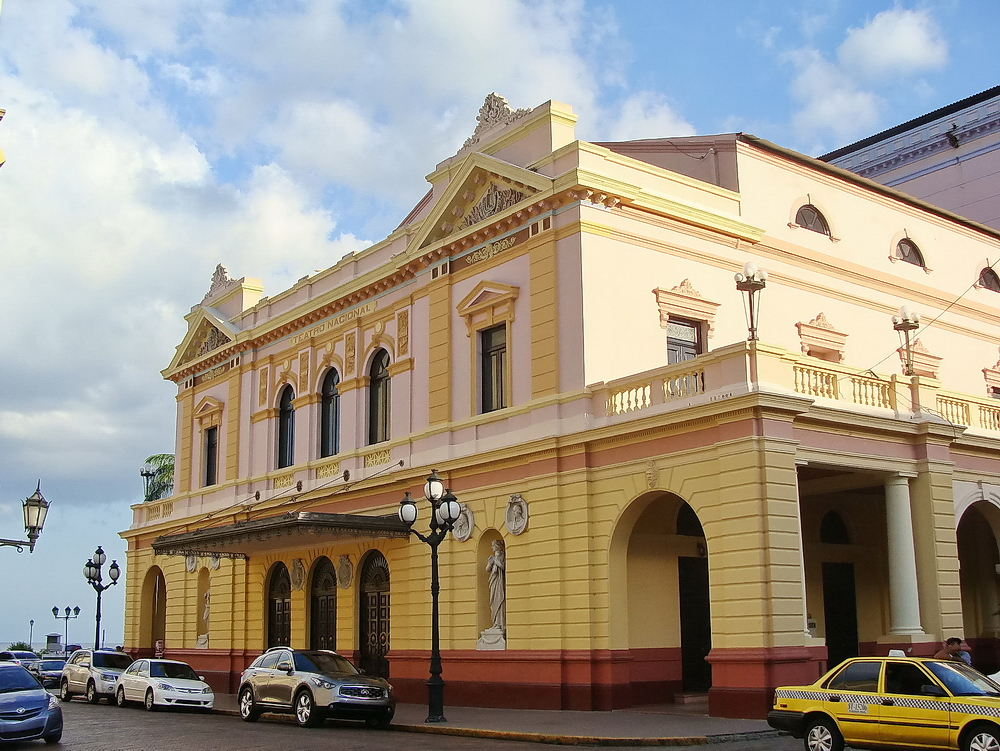
Nhà hát Quốc gia
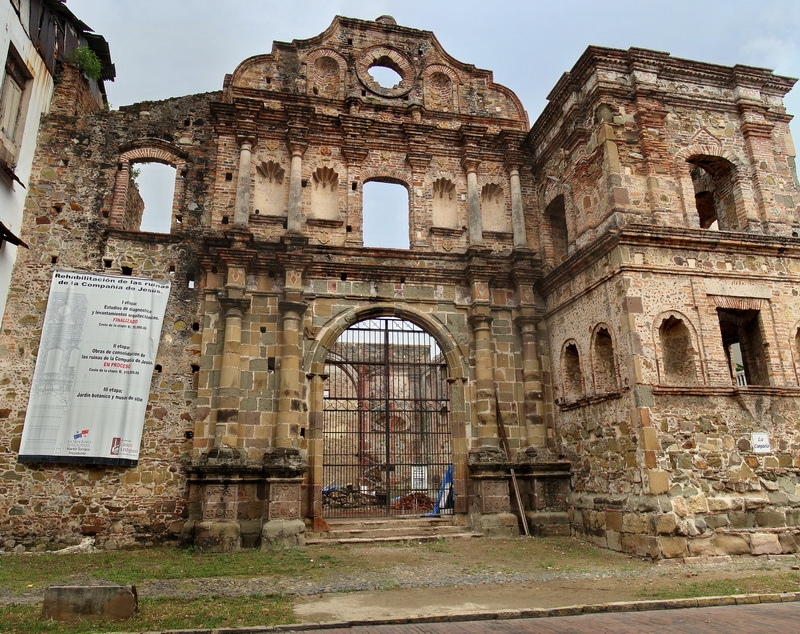
Nhà thờ Dòng Tên
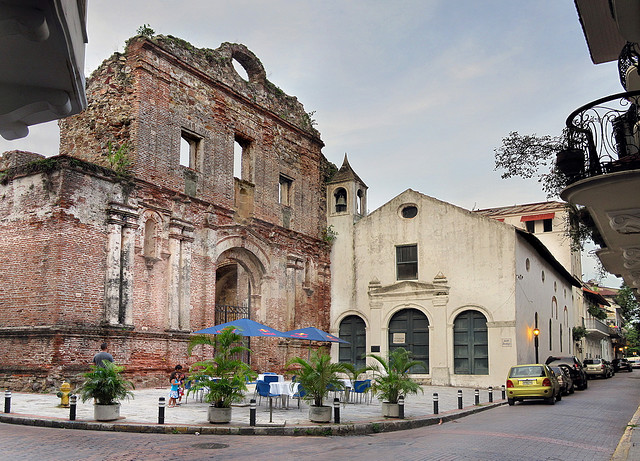
Phần còn lại của Nhà thờ Santo Domingo
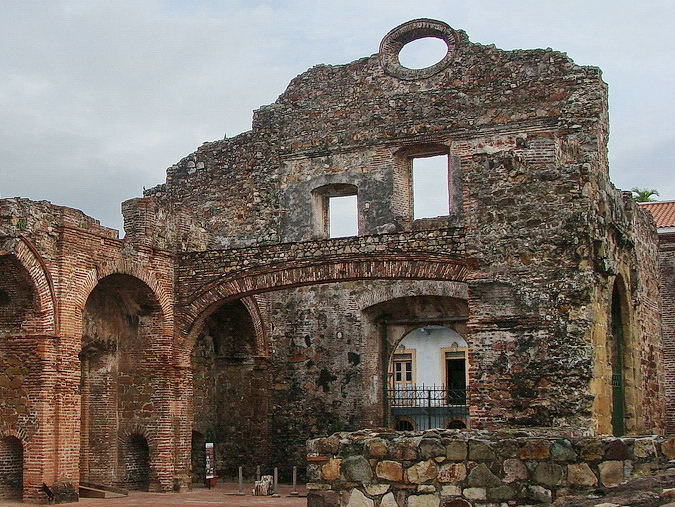
Mái vòm Chato
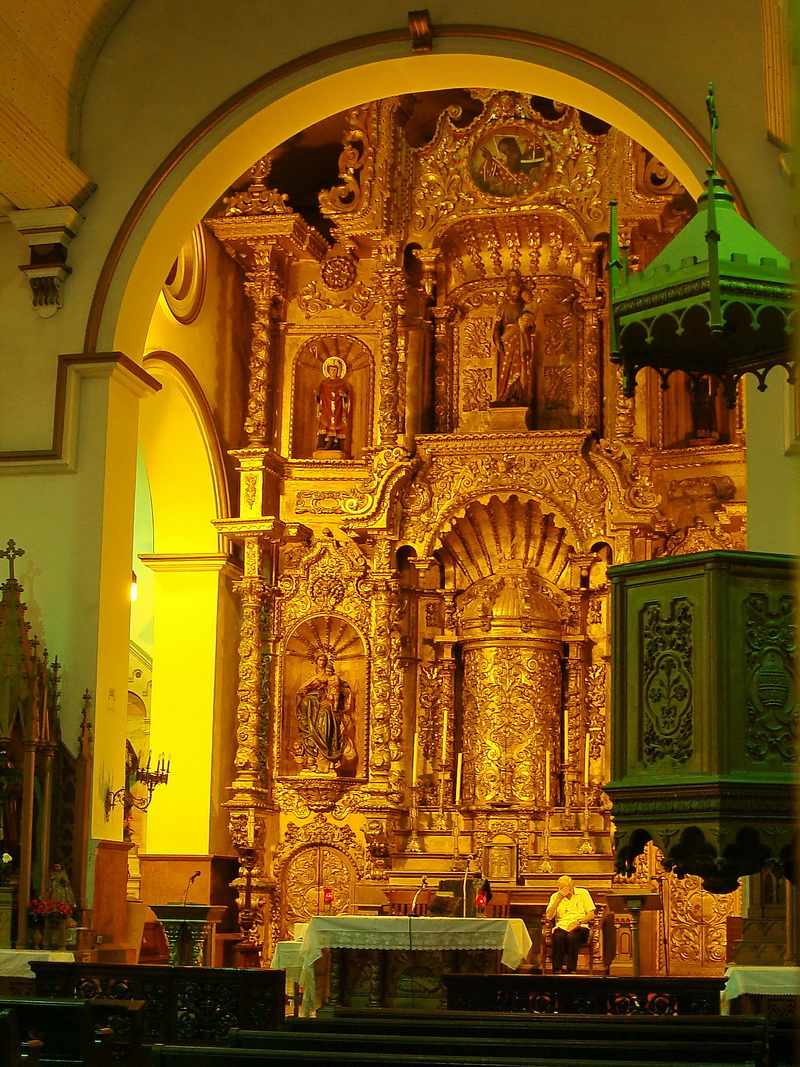
Nhà thờ San José
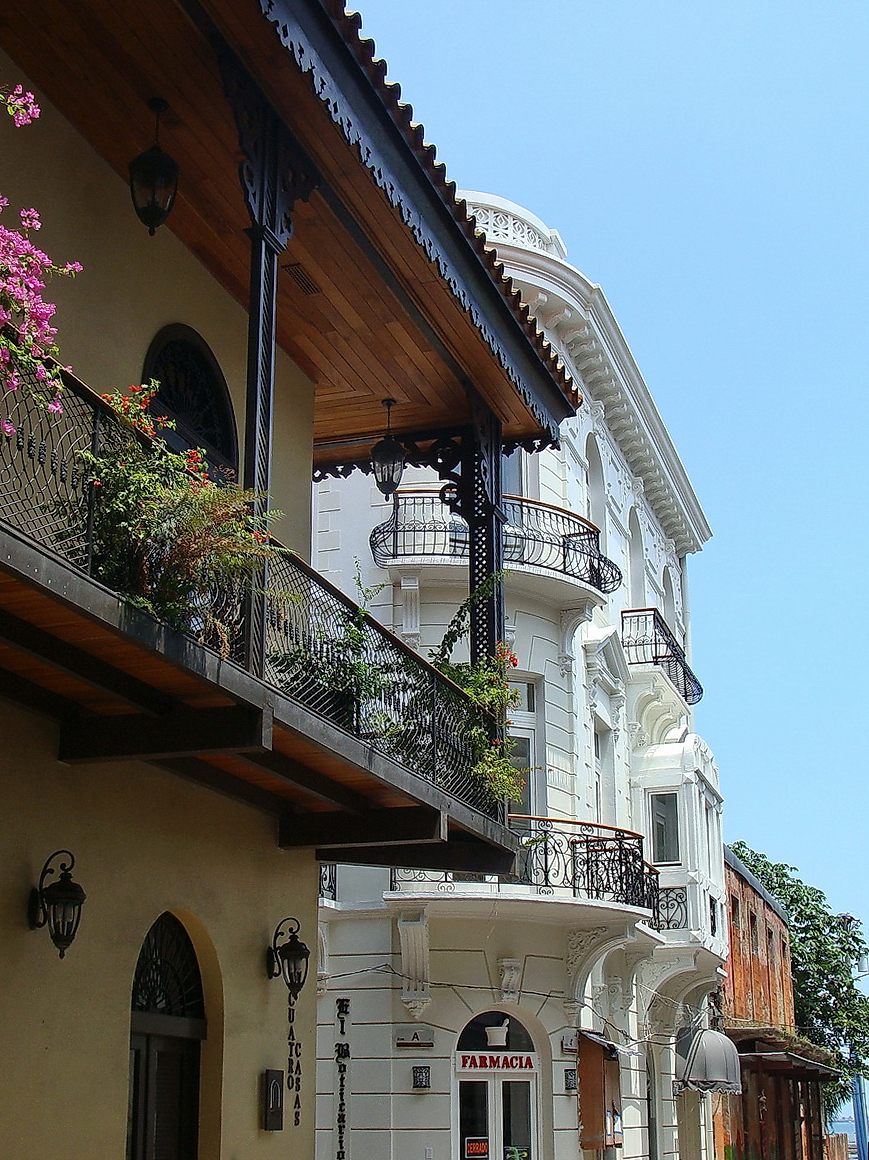
Nhà tiêu biểu của khu vực lịch sử
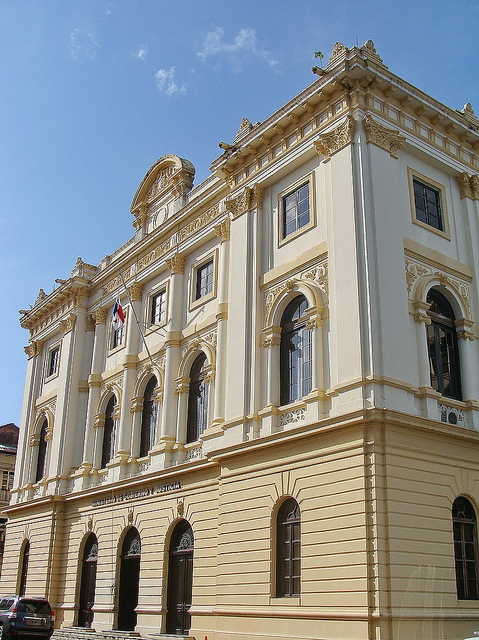
Palacio Nacional
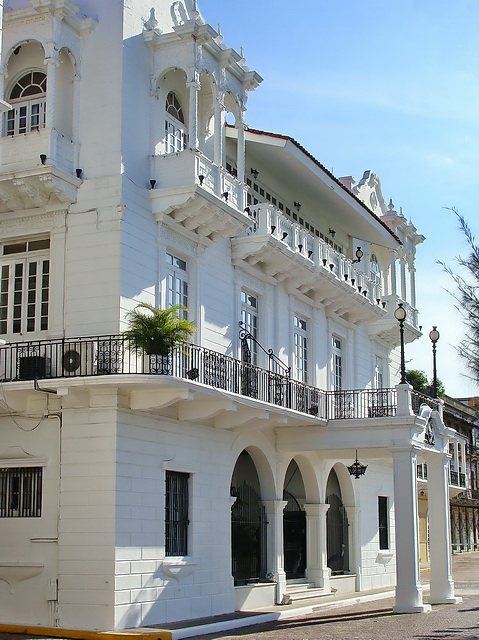
Palacio de las Garzas
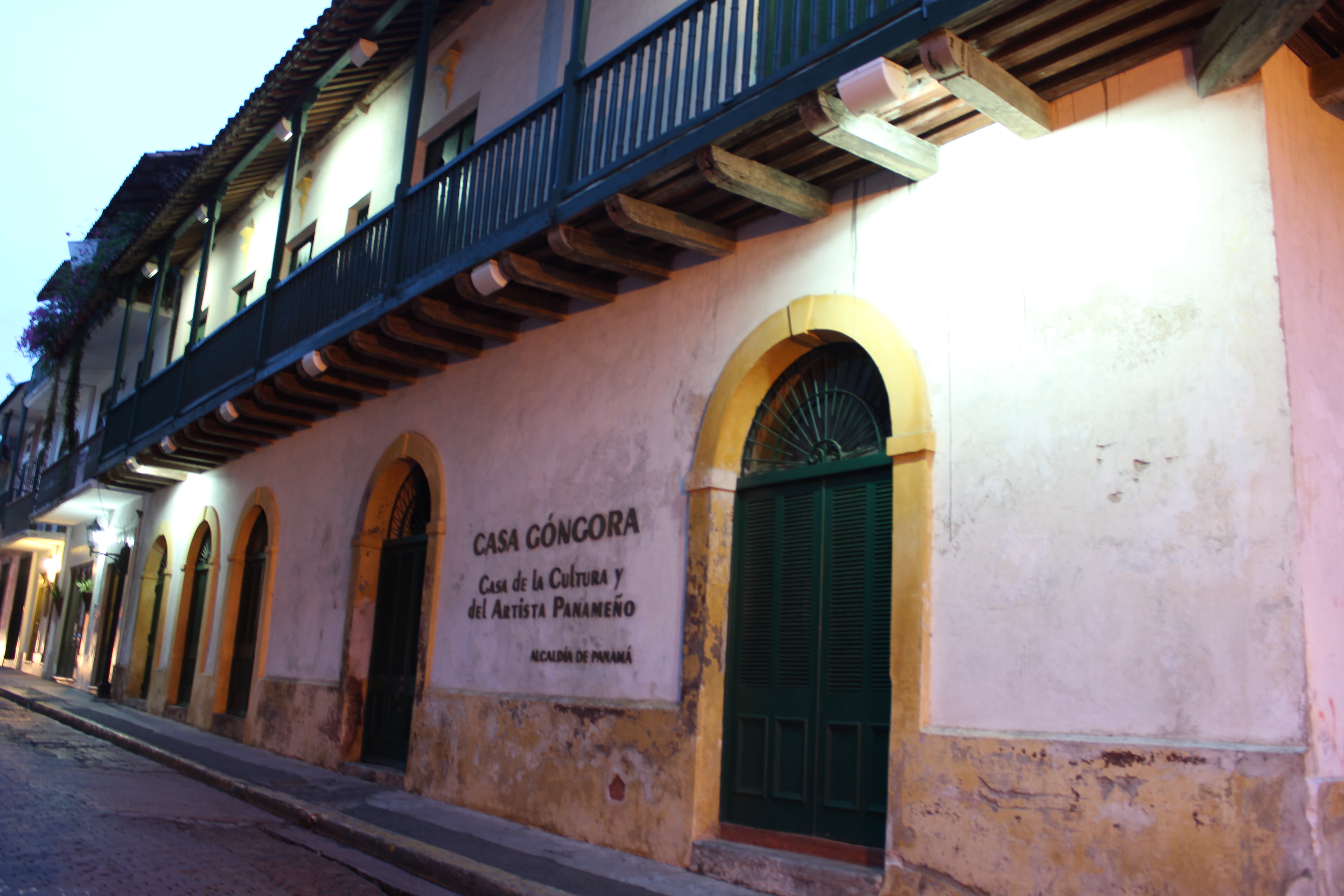
Nhà Góngora
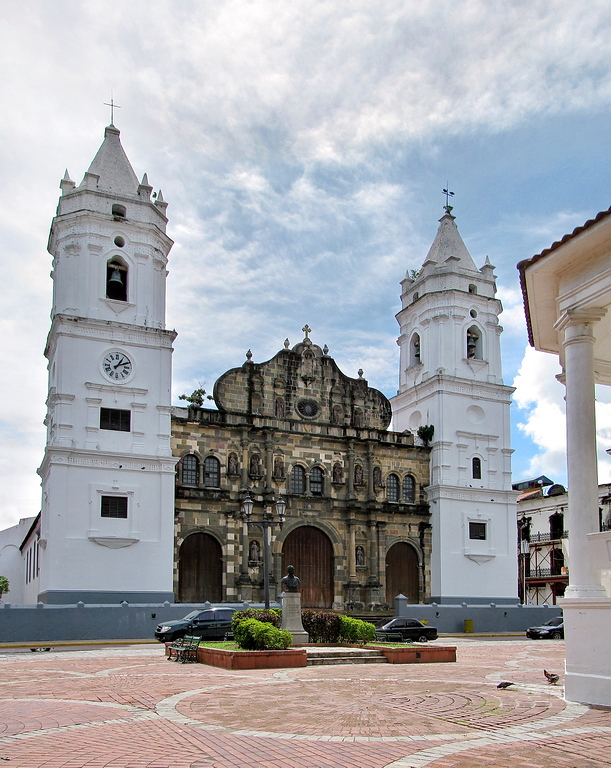
Nhà thờ lớn thành phố
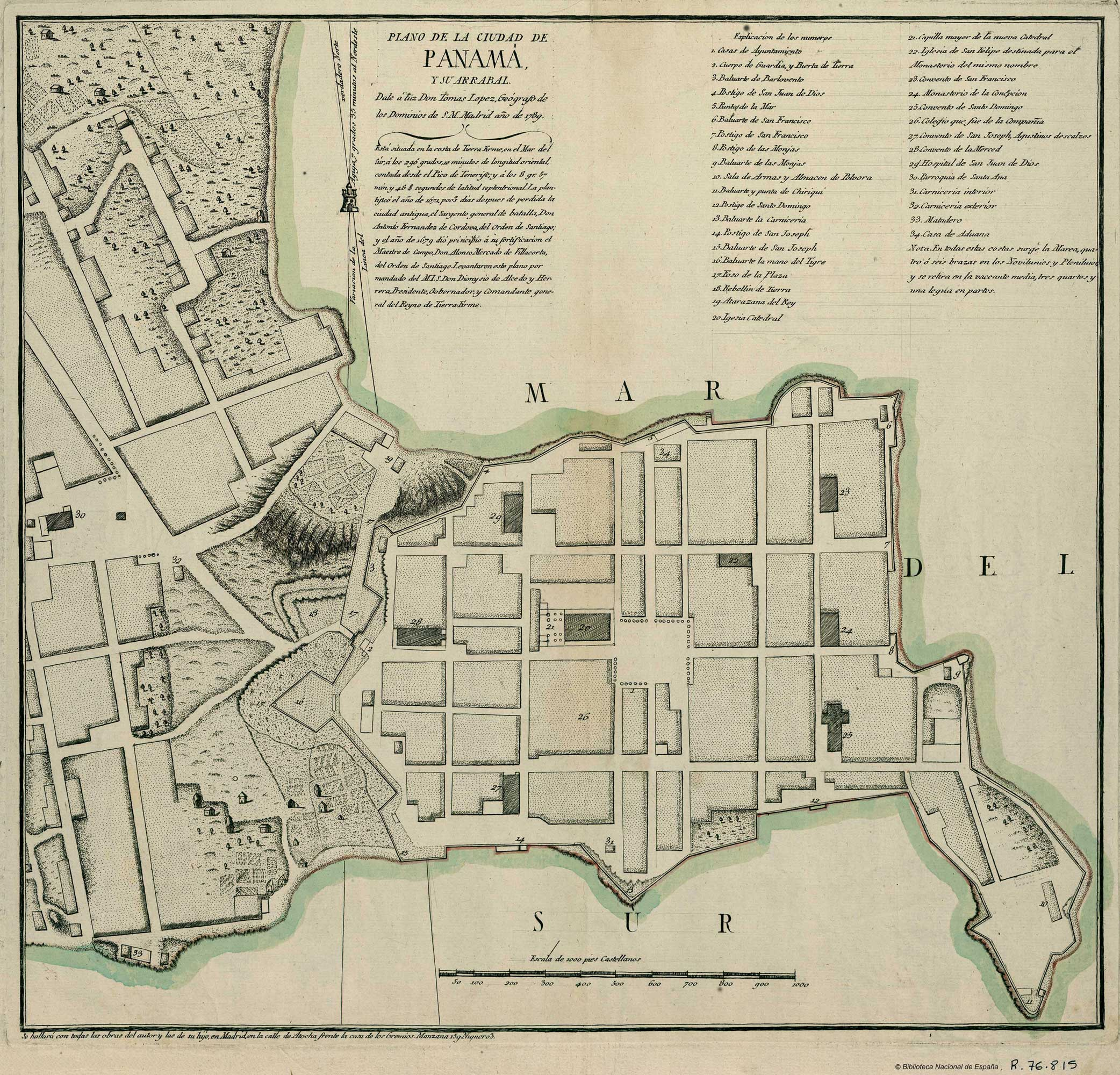
Bản đồ Panama và vùng ngoại ô của nó năm 1789.